# Beaumont-en-Beine
Beaumont-en-Beine is een gemeente in het Franse departement Aisne (regio Hauts-de-France) en telt 137 inwoners (1999). De plaats maakt deel uit van het arrondissement Laon.

## Geografie
De oppervlakte van Beaumont-en-Beine bedraagt 5,3 km², de bevolkingsdichtheid is 25,8 inwoners per km².

## Demografie
Onderstaande figuur toont het verloop van het inwonertal (bron: INSEE-tellingen).
Vanwege een beveiligingsprobleem met de MediaWiki Graph-software is het momenteel niet mogelijk deze grafiek weer te geven. Zodra de software is bijgewerkt zal de grafiek vanzelf weer zichtbaar worden.